# Frauensattling
Frauensattling ist ein Gemeindeteil der Stadt Vilsbiburg im niederbayerischen Landkreis Landshut. Bis 1978 bildete er eine selbstständige Gemeinde.

## Lage
Das Kirchdorf Frauensattling liegt etwa drei Kilometer östlich von Vilsbiburg im Isar-Inn-Hügelland.

## Geschichte
Der Bergsattel, auf dem Frauensattling liegt, hat dem Dorf seinen Namen gegeben. Sodling und Sattling sind die  Gebrauchsnamen. Steinaxt, Steinbeil und Scherbenfunde aus frühgeschichtlicher Zeit beweisen, dass die Gegend schon um etwa 4000 vor Christus besiedelt war. In einer  königlich/kaiserlichen Stiftungsurkunde von 1011/1012 wird der Ort erstmals urkundlich erwähnt. Damals schenkten König Heinrich II. und  seine Gattin Kunigunde königliche Güter zwischen Vils und Rott dem neu gestifteten Bistum Bamberg. Die Kirche wurde einer Sage nach durch Kaiser Ludwig den Bayern im Jahr 1322 gestiftet. Die derzeit bekannte früheste Nennung einer Kirche zu „Satlern“ stammt aus dem Jahr 1362.
Frauensattling war im Jahr 1381 bei den Seyboldsdorfern. Es wird in der Urkunde über eine Messstiftung zur Kirche am 17. April 1422 bereits als „Hofmarch Satlorn“ bezeichnet, die im Besitz des Adeligen Hans Poxauer war. Möglicherweise hatten die Seyboldsdorfer die Hofmark an die Poxauer verpachtet. Die Poxauer starben mit Matthäus dem Jüngeren am 28. Mai 1472 aus. Bei der Neuvergabe der Hofmarken nach dem Landshuter Erbfolgekrieg wurde die Hofmark 1506 wieder den Edlen Herren von Seyboldsdorf verliehen, nach denen sie auch benannt wurde. Frauensattling gehörte 1752 mit 18 Anwesen zur Hofmark „Seyboldsdorf vorderen eigenen Anteils“, einer von drei Seyboldsdorfschen Hofmarken.
Die Grundlage der landgerichtlichen Gemeinde Frauensattling von 1818 war der unveränderte gleichnamige Steuerdistrikt von 1808. Sie gehörte zum Landgericht Vilsbiburg, später Landkreis Vilsbiburg und hatte zahlreiche Ortsteile. Zur Landgemeinde Frauensattling zählte auch die Ortsgemeinde Solling. Im Rahmen der Gebietsreform in Bayern erfolgte am 1. Mai 1978 die Eingemeindung der Gemeinde Frauensattling mit einer Gemeindefläche von 1300 Hektar und 566 Personen zur Stadt Vilsbiburg.

## Baudenkmäler
- Expositurkirche Mariä Heimsuchung. Der spätgotische Bau stammt aus der zweiten Hälfte des 15. Jahrhunderts. Die Saalkirche mit Chorflankenturm ist einschließlich der Friedhofsmauer in die Denkmalliste von Vilsbiburg eingetragen.

## Vereine
- Freiwillige Feuerwehr Frauensattling. Sie wurde am 1. Juni 1878 gegründet.
- Hochland Schützen. Am 3. Dezember 1963 wurde die Schützengesellschaft Frauensattling gegründet. Schriftliche Aufzeichnungen von einer Schützengesellschaft Frauensattling existieren aber schon aus dem Jahre 1893.
- CSU Ortsverband. Ein CSU-Ortsverein wurde am 4. Februar 1979 gegründet.
- Die Montagsmaler